# Kurt Plenzat
Kurt Plenzat (* 17. Januar 1914 in Insterburg; † 17. November 1998 in Köln) war ein „Stuka“-Pilot der deutschen Luftwaffe im Zweiten Weltkrieg und Träger des Ritterkreuz des Eisernen Kreuzes.

## Frühe Karriere
Plenzat trat am 1. April 1933 in die 10. Kompanie des 2. (Preußisches) Infanterie-Regiments ein, kam 1935 zur 11. Kompanie des Infanterie-Regiments 44 und wechselte im Juli 1938 zur Luftwaffe. Dort wurde er zum Stukaflieger ausgebildet und kam über die Ergänzungsgruppe des Stuka-Geschwaders 2 zur 2. Staffel des Geschwaders.

## Zweiter Weltkrieg
Als Feldwebel absolvierte er 1940 am Kanal seinen ersten Feindflug. Im Frühjahr 1941 flog er auf dem Balkan und nahm am Kampf um Kreta teil.
Ab Juni 1941 flog er über der Sowjetunion und wurde am 14. Oktober 1941 mit dem Ehrenpokal für besondere Leistung im Luftkrieg ausgezeichnet. Am 9. April 1942 erhielt er das Deutsche Kreuz in Gold. Nach 652 Feindflügen wurde er am 19. September 1943 als Oberfeldwebel mit dem Ritterkreuz des Eisernen Kreuzes ausgezeichnet. Zum Leutnant befördert, führte er ab Ende 1943 die 2. Staffel des nunmehrigen Schlachtgeschwaders 2. Am 18. Oktober 1944 flog er über Ungarn seinen 1.000. Einsatz und wurde nach 1.100 Feindflügen am 24. Januar 1945 mit dem 712. Eichenlaub ausgezeichnet. Bei Kriegsende hatte er 1.234 Feindflüge absolviert und wird damit auf Platz 3 der Stuka-Asse geführt, wurde siebenmal abgeschossen, errang vier Luftsiege und vernichtete etwa 80 Panzer, womit er Platz 12 der erfolgreichsten deutschen Schlachtflieger erreichte.

## Bundeswehr
1957 trat er in die Bundeswehr ein und ging 1971 als Hauptmann in Pension.

## Auszeichnungen
- Eisernes Kreuz (1939) II. und I. Klasse
- Ehrenpokal für besondere Leistung im Luftkrieg am 14. Oktober 1941
- Deutsches Kreuz in Gold am 9. April 1942[1]
- Ritterkreuz des Eisernen Kreuzes mit Eichenlaub[1]
  - Ritterkreuz am 19. September 1943
  - Eichenlaub am 24. Januar 1945 (712. Verleihung)
- Frontflugspange für Kampf- und Sturzkampfflieger in Gold mit Anhänger "Einsatzzahl 1200"
- Ärmelband Kreta